# Callicarpa resinosa
Callicarpa resinosa là một loài thực vật có hoa trong họ Hoa môi. Loài này được C.Wright & Moldenke mô tả khoa học đầu tiên năm 1933.